# Хасан Алі Калдирим
Хасан Алі Калдирим (тур. Hasan Ali Kaldırım, нар. 9 грудня 1989, Нойвід) — турецький футболіст, захисник клубу «Кайсеріспор». Також має німецьке громадянство.

## Клубна кар'єра
Народився 9 грудня 1989 року в місті Нойвід в турецькій родині.

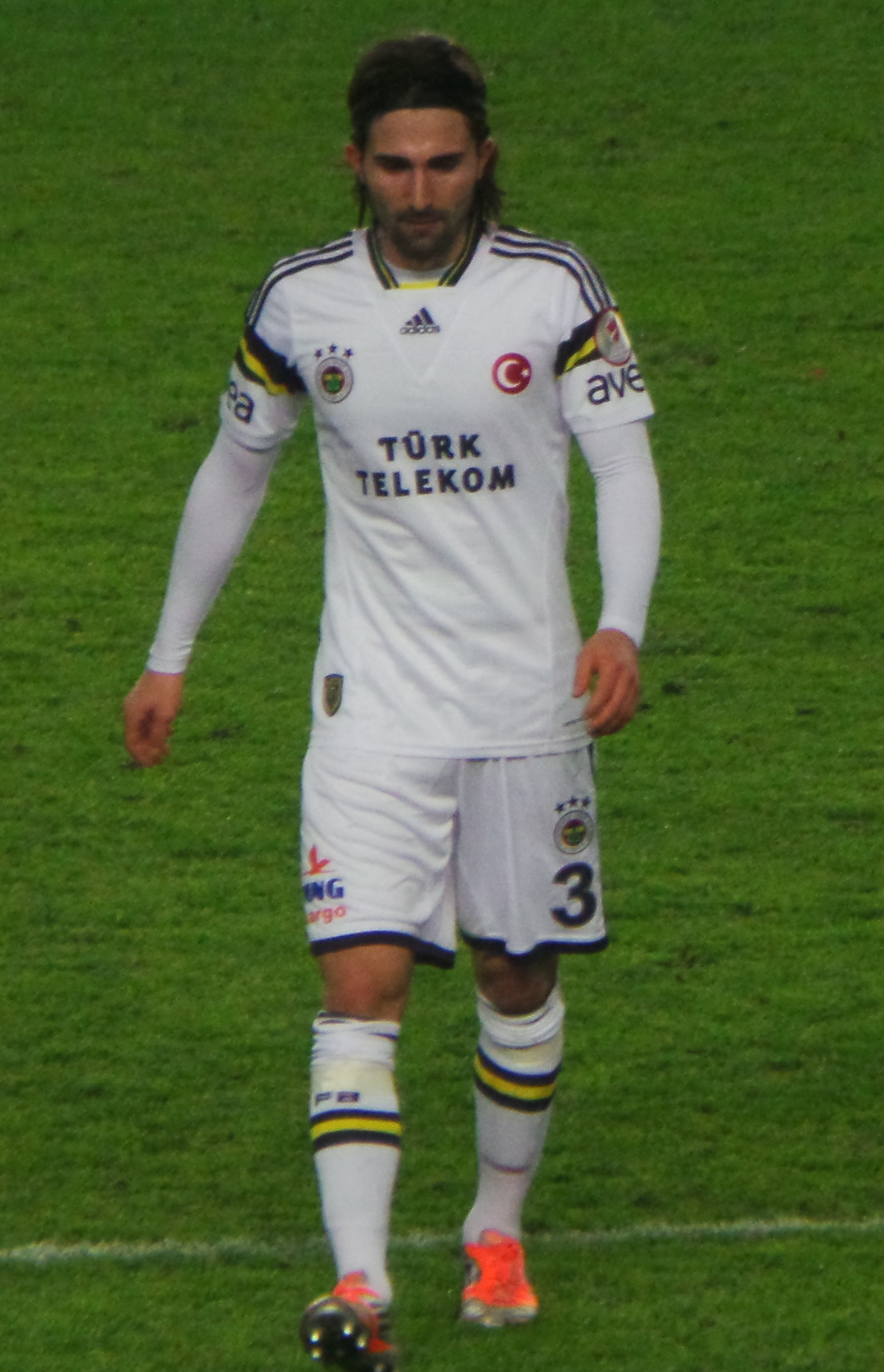
Хасан Алі Калдирим під час виступів за «Фенербахче». 4 грудня 2013 року

Батьки віддали Хасана займатися футболом у віці трьох років. Свою юнацьку кар'єру Калдирим починав у клубі «Кобленц» (2005–2006), після чого перейшов в юнацьку команду «Кайзерслаутерна» (2006–2008). Після виклику в юнацьку збірну Туреччини (до 19 років) у 2008 році футболіст отримав шанс проявити себе у резервному складі «Кайзерслаутерна». У наступному сезоні футболіста придбав «Майнц 05», в якому він провів 19 матчів за резервний склад.
Своєю грою за останню команду привернув увагу представників тренерського штабу клубу «Кайсеріспор», до складу якого приєднався в січні 2010 року. Дебютував у новій команді 6 лютого 2010 року, але став гравцем основи лише у наступному сезоні. Своєю хорошою грою за «Кайсеріспор» Калдирим заслужив виклик у збірну Туреччини, після чого потрапив під увагу «Фенербахче».
22 червня 2012 року Калдирим підписав з «Фенербахче» п'ятирічний контракт, а його трансфер обійшовся клубу в 3,75 млн євро.
Свій перший гол у професійній кар'єрі Хасан забив у матчі чемпіонату Туреччини проти клубу «Галатасарая» 16 грудня 2012 року. Наразі встиг відіграти за стамбульську команду 46 матчів в національному чемпіонаті.

## Виступи за збірні
2008 року дебютував у складі юнацької збірної Туреччини, взяв участь в одній грі на юнацькому рівні, в якій відзначився забитим голом.
Протягом 2008–2011 років залучався до складу молодіжної збірної Туреччини. На молодіжному рівні зіграв в 11 офіційних матчах, забив 1 гол.
29 лютого 2012 року дебютував в офіційних матчах у складі національної збірної Туреччини в товариській грі проти збірної Словаччини (1:2). Наразі провів у формі головної команди країни 35 матчів, забив 1 гол.

## Титули і досягнення
- Чемпіон Туреччини (1):

«Фенербахче»: 2013-14
- Володар Кубка Туреччини (1):

«Фенербахче»: 2012-13
- Володар Суперкубка Туреччини (1):

«Фенербахче»: 2014
| Дата       | Місто            | Господарі  | Результат | Гості      | Турнір            | Голи | Примітки |
| ---------- | ---------------- | ---------- | --------- | ---------- | ----------------- | ---- | -------- |
| 29-2-2012  | Бурса            | Туреччина  | 1 – 2     | Словаччина | товариський матч  | -    | 80'      |
| 26-5-2012  | Зальцбург        | Фінляндія  | 3 – 2     | Туреччина  | товариський матч  | -    |          |
| 29-5-2012  | Зальцбург        | Болгарія   | 0 – 2     | Туреччина  | товариський матч  | -    | 44'      |
| 2-6-2012   | Лісабон          | Португалія | 1 – 3     | Туреччина  | товариський матч  | -    |          |
| 5-6-2012   | Інгольштадт      | Україна    | 0 – 2     | Туреччина  | товариський матч  | -    | 62'      |
| 7-9-2012   | Амстердам        | Нідерланди | 2 – 0     | Туреччина  | Відбір до ЧС 2014 | -    | 42'      |
| 11-9-2012  | Стамбул          | Туреччина  | 3 – 0     | Естонія    | Відбір до ЧС 2014 | -    |          |
| 12-10-2012 | Стамбул          | Туреччина  | 0 – 1     | Румунія    | Відбір до ЧС 2014 | -    |          |
| 16-10-2012 | Будапешт         | Угорщина   | 3 – 1     | Туреччина  | Відбір до ЧС 2014 | -    |          |
| 14-11-2012 | Стамбул          | Туреччина  | 1 – 1     | Данія      | товариський матч  | -    |          |
| 6-2-2013   | Маніса           | Туреччина  | 0 – 2     | Чехія      | товариський матч  | -    |          |
| 22-3-2013  | Андорра-ла-Велья | Андорра    | 0 – 2     | Туреччина  | Відбір до ЧС 2014 | -    |          |
| 26-3-2013  | Стамбул          | Туреччина  | 1 – 1     | Угорщина   | Відбір до ЧС 2014 | -    |          |
| 31-5-2013  | Білефельд        | Туреччина  | 0 – 2     | Словенія   | товариський матч  | -    | 54'      |
| 14-8-2013  | Стамбул          | Туреччина  | 2 – 2     | Гана       | товариський матч  | -    | 73'      |
| 15-10-2013 | Стамбул          | Туреччина  | 0 – 2     | Нідерланди | Відбір до ЧС 2014 | -    | 34'      |
| Усього     |                  | Матчів     | 16        |            | Голів             | 0    |          |